# Агалаков, Митрофан Захарович
Митрофан Захарович Агалаков (03.12.1908, Омская область — 07.04.1981) — командир отделения 58-го отдельного штурмового инженерно-саперного батальона, (12-й штурмовой инженерно-сапёрной бригады) старшина.

## Биография
Родился 3 декабря 1908 года в деревне Чебаклы Большеуковского района Омской области. В 9 лет остался без родителей, которые умерли от тифа. Просил милостыню, а затем стал батрачить у деревенского кулака. Работал и учился. Окончил три класса. В период коллективизации в 1928 году вступил в колхоз, а ещё через два года был избран председателем Чебаклинского сельского совета. В 1937 году перебрался в окружной город Тара, где получил назначение заведующим складом хлебоприемного пункта.
В 1941 году добровольцем ушел в Красную Армию. Прошёл четырёхмесячную подготовку и освоил специальность сапера. В боях Великой Отечественной войны с ноября 1941 года. Боевой путь начал сапером в 440-м саперном батальоне 377-й стрелковой дивизии на Северо-Западном фронте. Был ранен, после госпиталя вернулся на фронт под Ленинград. С сентября 1943 года старший сержант Агалаков воевал в 12-й штурмовой инженерно-саперной бригаде, на 4-м и 3-м Украинских фронтах.
Участвовал в боях за освобождение южной Украины. В боях за город Мелитополь вместе с товарищем уничтожил три танка «тигр»: два подорвались на минах, третий они забросали гранатами. При строительстве переправы через Сиваш во время авианалета был ранен, в свою часть вернулся весной 1944 года.
С апреля 1944 года участвовал в боях за освобождение Крыма, военная часть Агалакова обеспечивала проходы для танков в минных полях.
7 мая 1944 года в боях на подступах к Севастополю в районе колхоза «Большевик» старший сержант Агалаков проделал 2 прохода в проволочном заграждении для танков, обезвредил 25 противотанковых мин. При штурме Сапун-горы был снова ранен в руку, но в госпиталь ушел только после окончания боев. Здесь узнал о награде.
Приказом от 30 мая 1944 года старший сержант Агалаков Митрофан Захарович награждён орденом Славы 3-й степени.
После госпиталя вернулся в свою часть, когда бои уже шли на территории Молдавии. В августе 1944 года старший сержант Агалаков в составе группы саперов захватил мост через реку Прут, снял вражеский дозор и разминировал мост. Углубившись во вражескую территорию, вдвоем с товарищем взял в плен группу противников численностью 73 человека. 20 августа восточнее села Каушаны, город в Молдавии, Агалаков с группой разграждения проделал проход в заграждениях противника и завязал бой в траншеях. Лично уничтожил 7 противников и 1 взял в плен.
Приказом от 7 сентября 1944 года старший сержант Агалаков Митрофан Захарович награждён орденом Славы 2-й степени.
Затем были бои на территории Румынии и Югославии. В бою за венгерский город Секешфехервар в ноябре 1944 года старшина Агалаков вновь отличился. Во главе штурмовой группы первым вышел на окраину города и завязал бой. Продвижению советских войск мешал крупнокалиберный пулемет, установленный на верхних этажах полуразрушенного здания. Под сильным огнём, таща на себе ящики со взрывчаткой, он со своим товарищем пересек площадь и кинул взрывчатку в окно здания, уничтожив пулемет с прислугой и 3-х автоматчиков.
В уличных боях при штурме Будапешта 12-13 февраля 1945 года саперы старшины Агалакова, двигаясь со стрелками от дома к дому, взорвали 9 огневых точек, уничтожив около сотни фашистов.
Указом Президиума Верховного Совета СССР от 28 апреля 1945 года за исключительное мужество, отвагу и бесстрашие в боях с вражескими захватчиками старшина Агалаков Митрофан Захарович награждён орденом Славы 1-й степени. Стал полным кавалером ордена Славы.
Войну сапёр закончил в столице Австрии городе Вене. В 1945 году был демобилизован.
Вернулся на родину. Работал заместителем директора Тарского, Усть-Ишимского пунктов «Заготзерно», мотористом в Усть-Ишимском аэропорту. Жил в селе Усть-Ишим Омской области. Скончался 7 апреля 1981 года.
Награждён орденами Отечественной войны 2-й степени, Славы 3-х степеней, медалями.
Его именем названа улица в селе Усть-Ишим и городе Тара